# David Kelly (microbiologo)
David Kelly (Rhondda, 17 maggio 1944 – Oxfordshire, 17 luglio 2003) è stato un microbiologo e virologo britannico esperto di biotecnologie e genetica, impiegato del Ministero della difesa britannico ed ex ispettore dell'ONU in Iraq.

## Il caso Kelly-Gilligan
Durante un'intervista riguardante il dossier sulle presunte armi di distruzione di massa possedute dall'Iraq che fu rilasciata da Kelly al giornalista Andrew Gilligan, lo scienziato avanzava precise accuse sull'infondatezza del dossier presentato dal Governo Blair. Il 29 maggio 2003 Gilligan raccontò del dossier di Kelly sulla BBC, nel corso della popolare trasmissione radiofonica Today programme.
L'intervento, ripreso dal resto della stampa inglese, causava un clamoroso scandalo politico nel corso del 2003: vi erano dubbi sulla veridicità dei dossier riguardanti le armi di distruzione di massa di Saddam Hussein e di conseguenza sulla necessità dell'intervento armato del Regno Unito in Iraq.
Successivamente la Commissione d'inchiesta sui fatti, presieduta da Lord Hutton, si è espressa scagionando il Governo inglese da qualunque responsabilità sul dossier e rimproverando Gillian e la BBC per non aver controllato la veridicità delle notizie diffuse.
Tuttavia le polemiche non sono cessate: il sindacato dei giornalisti britannici (NUJ) ha dichiarato che: "Le critiche di Lord Hutton a Andrew Gilligan e alla BBC sono infondate e il rapporto è una minaccia all'indipendenza giornalistica in questo paese".
Analoga la presa di posizione della Federazione Nazionale Stampa Italiana, che ha affermato: "Il rapporto Hutton contiene inaccettabili invasioni di campo della politica nell'informazione".

## La morte di David Kelly
Kelly venne ritrovato cadavere, apparentemente suicida, avendo ingerito 29 pastiglie di un analgesico, il co-proxamol.
Questo avvenne pochi giorni dopo la testimonianza di Kelly davanti alla commissione d'inchiesta parlamentare che indagava sulla vicenda.
Kelly venne rinvenuto cadavere ad Harrowdown Hill, una foresta nell'Oxfordshire: la mattina precedente era uscito di casa dicendo alla moglie che stava andando a fare una passeggiata.
L'esame necroscopico attribuì la morte ai profondi tagli sul polso sinistro e sul petto di Kelly vennero anche rinvenuti 4 elettrodi adesivi, gli stessi utilizzati per un elettrocardiogramma. La spiegazione fu che furono applicati sul corpo del Dottor Kelly per accertarne il decesso.
Le testimonianze di colleghi e conoscenti tuttavia ritraggono un Kelly assai sereno alla vigilia della propria morte: in particolare una vicina di casa, Ruth Absalom, lo incontrò per ultima a un chilometro da casa sua, trovandolo tranquillo e conversando amichevolmente con lui. Il collega Terence Taylor, altro ispettore ONU in Iraq, amico di Kelly da 16 anni, nota che Kelly non vedeva l'ora delle nozze di sua figlia, fissate per l'ottobre successivo.

## Nella cultura di massa
Thom Yorke, il cantante della band inglese dei Radiohead, ha inciso una canzone sul caso Kelly intitolata Harrowdown Hill e contenuta nell'album The Eraser.
Judith Thompson, autrice teatrale canadese, ha scritto una piece teatrale intitolata Palace of the End, nel quale David Kelly è uno dei tre personaggi: il secondo atto della tragedia è un monologo che viene recitato da Kelly in punto di morte.
Il caso David Kelly e la canzone di Thom Yorke che dello stesso tratta sono uno spunto narrativo importante della trama del libro "Numero undici" dell'autore Jonathan Coe.